# Храм Светог цара Константина и царице Јелене у Нишу
Храм Светог цара Константина и царице Јелене је храм Нишке епархије Српске православне цркве који се налази у новоизграђеном парку Свети Сава и делу града Ниша. Храм је град Ниш посветио знаменитом Нишлији Константину Великом и његовој мајци Јелени, чију славу и слави.

## Положај
Храм Светог цара Константина и царице Јелене се налази на раскршћу Булевару Немањића и Византијског булевара, у једном од највећих и најлепших паркова, и четврти Ниша, у Градској општини Медијана.
Храм је смештен у централном делу једногод најпосећенијих паркова у граду, окружен зеленим парковским површинама, између Градске општине Медијана, Основне школе „Цар Константин”, дечијих мобилијара и летње позорнице за најмлађе, мноштва кафића и спортских терена по ободу парка.
Удаљен је 3 km североисточно од центра града, 4 km источно од главне аутобуске станица и 6 km источно од аеродрома Константин Велики и главне железничке станице. Комуникацијски је добро повезан са свим деловима града Ниша, градским превозом, а иза храма је и једно од градских стајалишта таксија.
На три километра источно од храма је археолошки локалитет Мадијана, за који се сматра да је био летњиковац цара Константина Великог, а 4 km западно од храма у градском пољу иза нишке тврђаве, је вила са октогоном за коју се сматра да је била Константинова царска резиденција у Наису (Нишу).
Географски положај
- Северна географска ширина: 43° 29′ 15"
- Источна географска дужина: 21° 53′ 55"
- Надморска висина: 192 m

## Историја
Камен темељац за изградњу храма постављен је, на Лазареву суботу, 3. априла 1999. године (у време Бомбардовања Србије 1999) у присуству нишког епископа Иринеја, свештенства и верника града Ниша и околине.
За градњу Храма ангажовани су: Пројектант: архитекта Јован Мандић, и архитекта Јелена Мандић. Извођач радова био је Грађевинар Ниш, а инвеститор Град Ниш.
У темељ храма, уз три камена темељца, постављена је боца са повељом и све скупа заливено бетоном. На том месту постављен је Крст. Са почетком ископавања крипте Храма Крст је измештен поред градилишта и постао је место окупљања верног народа ради молитве. Убрзо је саграђена капелица у којој је отац Љубиша Марковић организовао редовно дежурство. Потом је израђена нова капелица са вратима која су се закључавала. Постављене су и иконе и горионик за свеће.
Храм је грађен у склопу припрема за обележавања 1.700 година од доношења Миланског едикта у Нишу 2013. године, у једном од највећих нишких паркова, парку Светог Саве.
Испред капелице, на месту где ће ће се изградити храм, 3. јуна 2001. године пресечен је славски колач. У тадашњој Скупштини Града Ниша је први пут прослављена слава Св. цара Константина и царице Јелене, коју је те године Град Ниш храмовну славу овог храма прихватио као славу Града Ниша.
На дан 12. септембра 2002. године тадашњи Епископ нишки Иринеј, извршио је освећење крстова, и њихово подизање на новосаграђени храм у присуству многобројног свештенства, монаштва и верника из Ниша и околине.
Уочи Божића 2003. године у присуству великог броја верујућег народа први пут је извршено освећење и паљење бадњака испред храма, а исте година освећена је и Богојављенске водице. 
Након четири година од утемељења градске славе први пут је у званични програм прославе ушла је и једна изложба уметничких дела. Чланови мултимедијалног удружења „Цар Константин“ приредили су изложбу акварела, уља на платну, акрила икона и скулптура инспирисаних углавном мотивима Византије. Резањем славског колача изложбу је у крипти храма отворио тадашњи владика нишки Иринеј. Изложба је била и продајног карактера а део новца био ке намењен за изградњу храма.
Уочи градске славе 2005. године уз присуство великог броја грађана и личности из јавног градског живота и гостију из иностранства изведен је богат музичко сценски програм. На коме је између осталих учествовао и тада основани Црквено играчки ансамбл „Бранко“ из Ниша. Након Свете Литургије на којој је началствовао тадашњи епископ нишки Иринеј у присуству великог броја верујућег народа и многобројних представника власти града Ниша, као и представника из иностранства, а након резања славског колача, пошло се у Литију на којој су се први пут по благослову владике огласила Звона са храма.
Једанаест година касније окончана је прва фаза градње храма, када је започето њено облагање белим каменом.

## Изглед храма
Храм је изграђен по пројекту архитеката, супружника Јована и Јелена Мандић у византијском стилу, у два нивоа, површине 550 m², у једном или 1.100 m² у два нивоа, са једном куполом, централно постављеним наосом, припратом, два звоника, галеријом за хор и криптним делом који чини велика сала са бочним, помоћним просторијама, кухињом, трпезаријом мокрим чворови, зимском црквом, крстионицом, библиотеком и канцеларијом.
Храм има фронтално и бочно степениште, са већим централним улазом на западној страни и помоћним улазом са рампом за особе са посебним потребама, на северној страни. Светлост у цркву продире кроз отворе на бочним странама и куполама од којих је само један са витражом.
Храм Светог цара Константина и царице Јелене није комплетно завршен.

### Фрескодекорација
Храм није у потпуности завршен. Фрескодекорисан је само олтарски део. Осликан је и иконостас, а само на једној од купола налази се витраж. У храму је остало око 2.000 квадратних метара, за фрескодекорацију, а имајући у виду да је техника фрескосликарства веома скупа, за то ће требати пуно новца и пуно времена.
Са фрескописањем се привремено престало, не само из материјалних разлога већ и због лошег решење да горионици за свеће буду унутар храма, што се показало као лоше јер ствара озбиљне проблеме па је црква у диму, а тиме би се фрескопис озбиљно угрозио.